# Адріан ван Утрехт
Адріан ван Утрехт (нід. Adriaen van Utrecht 1599—1652) — фламандський художник, майстер натюрмортів, картин з зображеннями кухонь і тварин.

## Життєпис
Народився у місті Антверпен. Його батьки — Абель ван Утрехт та Анна Гюйбрехт. Відом, що з 1614 року від був учнем у художника Германа ван Нейта, що був водночас і торговець картинами.
По закінченні навчання у ван Нейта, він створив подорож і відвідав Німеччину, Францію, Італію, де працював по замовам. 1624 року помер його батько і, можливо, ця обставина примусила його повернутися у рідне місто. Того ж року вн був зарахований до місцевої гільдії св. Луки.

## Сумісна праця

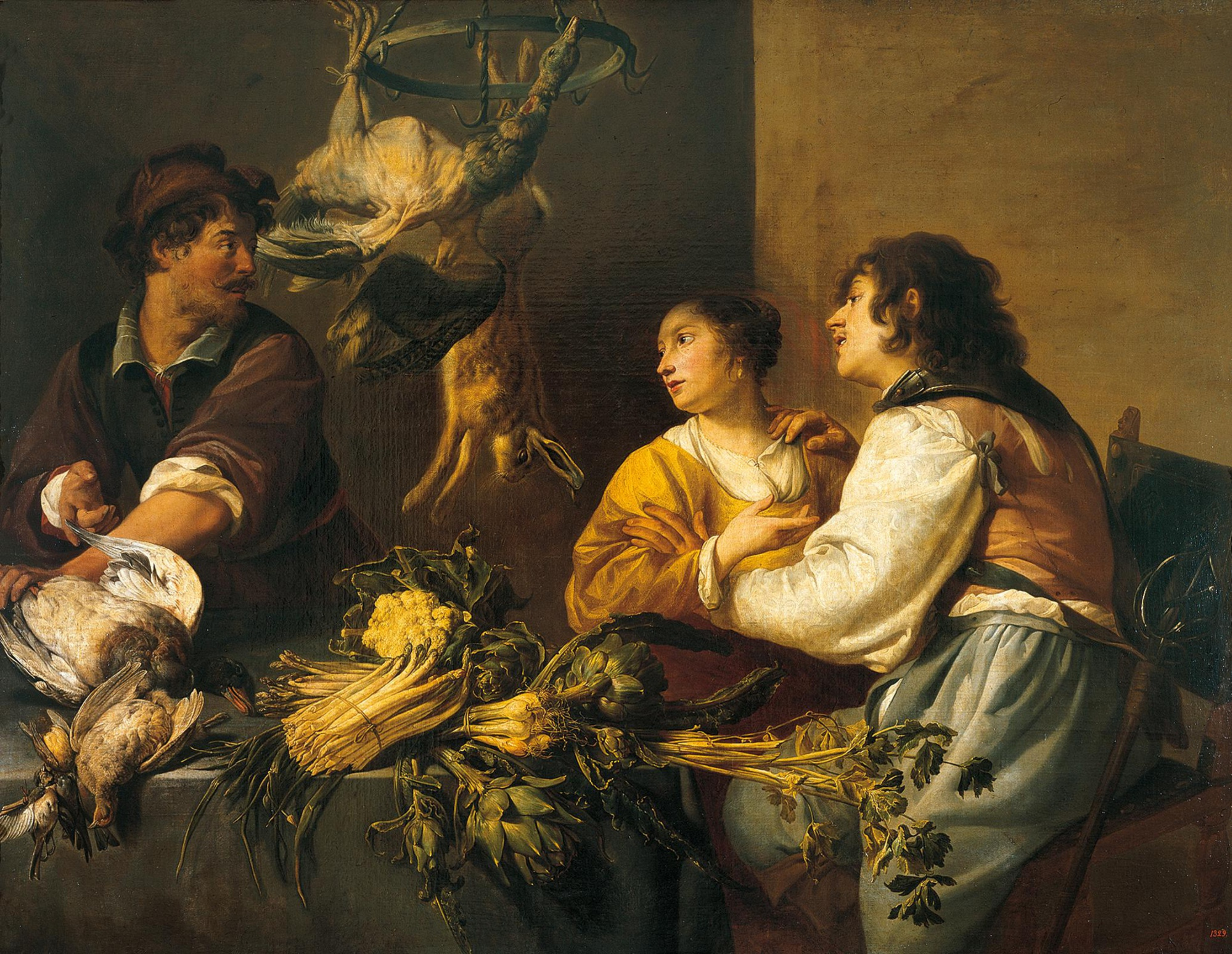
Адріан ван Утрехт та Теодор Ромбоутс. «Кухня зі сценою залицянь», Ермітаж, Санкт-Петербург

Як і більшість антверпенських художників, Адріан ван Утрехт практикував творення картин сумісно з іншими майстрами. Відомо, що він співпрацював як майстер натюрмортів і тварин з художниками, серед котрих
- Герард Зегерс
- Теодор Ромбоутс
- Абрахам ван Діпенбек
- Якоб Йорданс
- Теодор ван Тюльден
- Еразм Квеллінус молодший
- Ян Коссірс
- Ян ван ден Хеске
- Томас Віллібортс Босхарт
- Давід Тенірс молодший

## Картони для аррасів-килимів
Як і більшість антверпенських художників, Адріан ван Утрехт, що мав схильність до створення декоративних композицій, був залучений до створення картонів для майбутніх аррасів-килимів. Відомо, що він співпрацював з художником Яном ван ден Хеске (1611—1651) при створенні ескізів-картонів для серії килимів «Пори року». Готові килими призначались для ерцгерцога Леопольда Вільгельма Австрійського. За припущеннями, Адріан ван Утрехт віповідав за зображення тварин.

## Власна родина і родинні зв'язки
Відомо, що 1628 року на весіллі своєї сестри Катерини з художником имоном де Восом він познайомився із Констанциєю ван Ньюландт. 1629 року вони з Констанциєю побралися. В родині Адріана ван Утрехта було тринадцять дітей.
Є підстави вважати, що Констанция сама опанувала технологію олійного живопису і допомагала чоловіку у створенні картин на продаж. Знають, що вона створювала копії або робила варіанти картин чоловіка. До 20 століття зберігся квітковий натюрморт, датований 1647 роком і підписаний ім'ям Констанциї ван Ньюландт.

## Обрані твори (галерея)

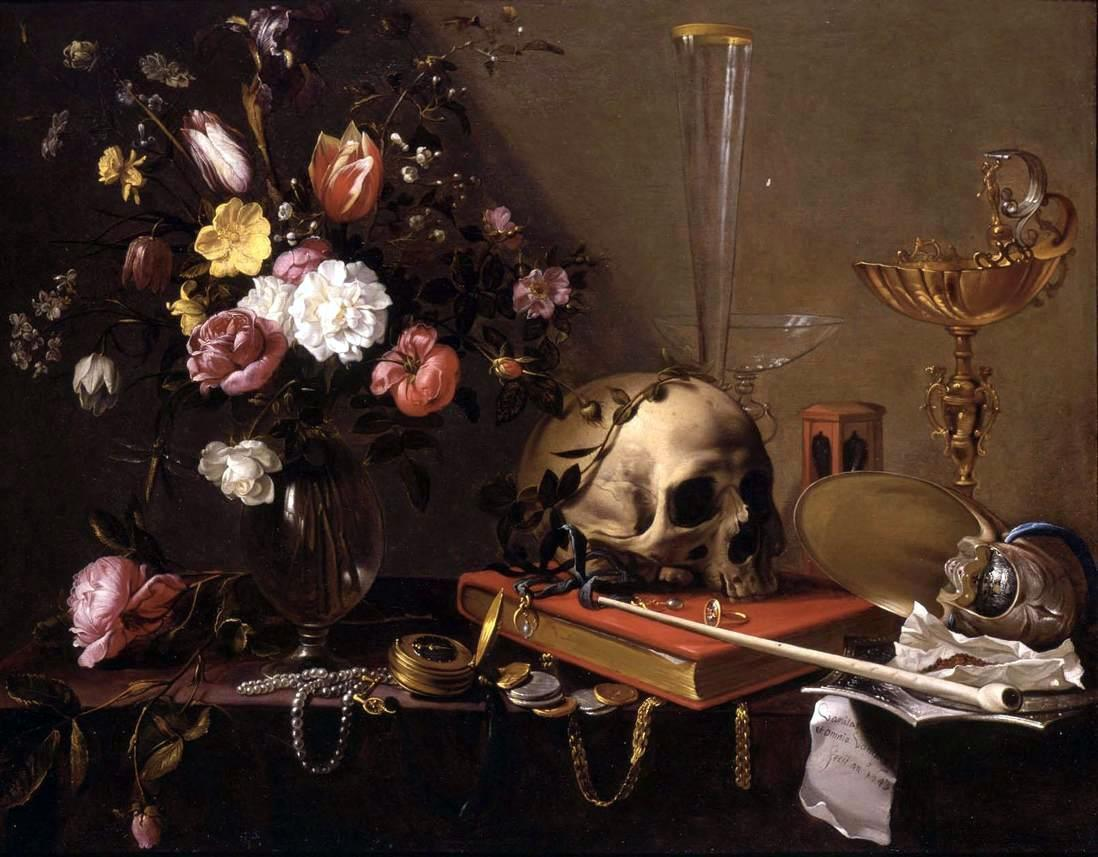
Адріан ван Утрехт. «Марнота марнот»

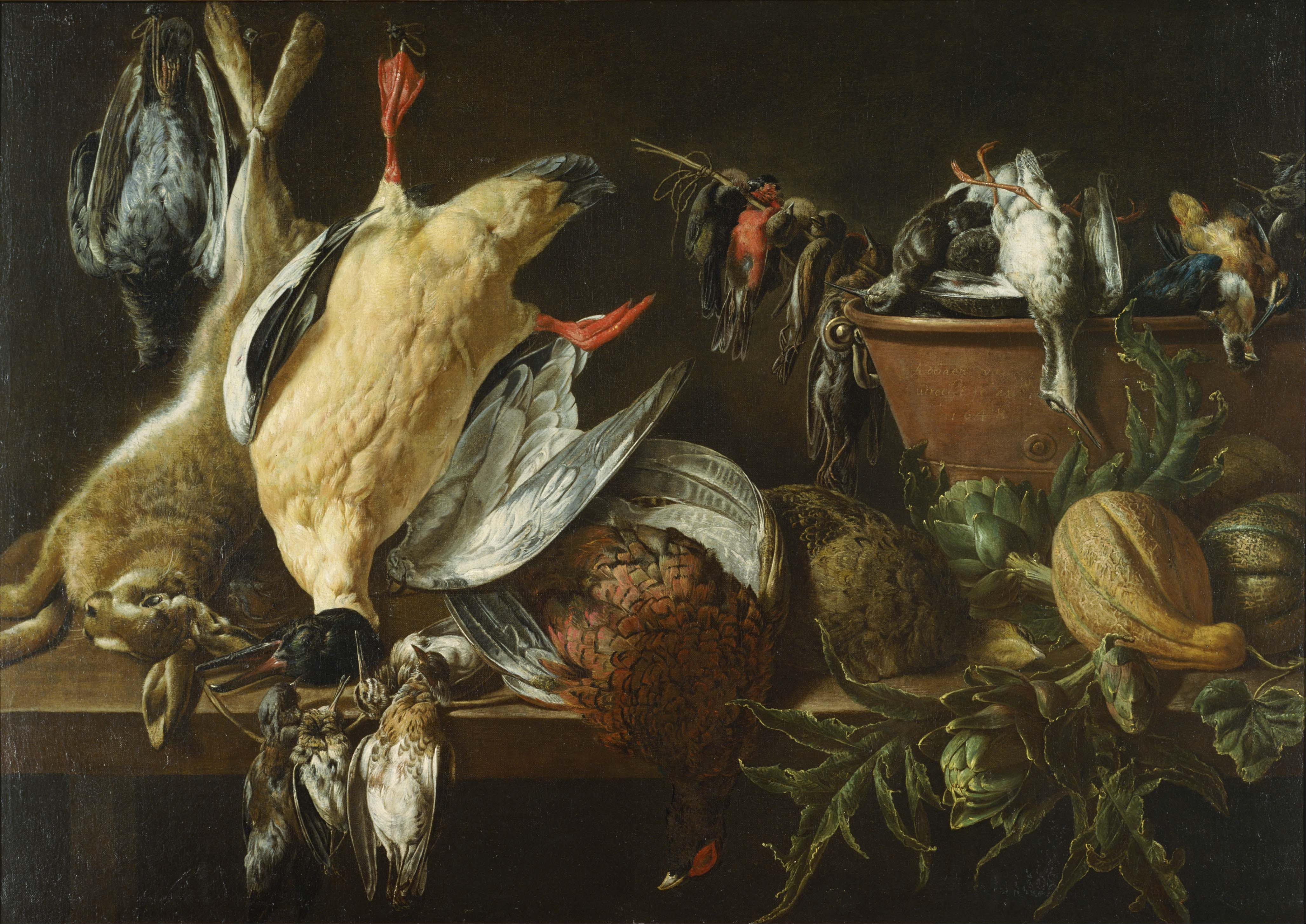
Адріан ван Утрехт. «Натюрморт з дичиною та овочами», 1648 р. Національний музей західноєвропейського мистецтва, Токіо

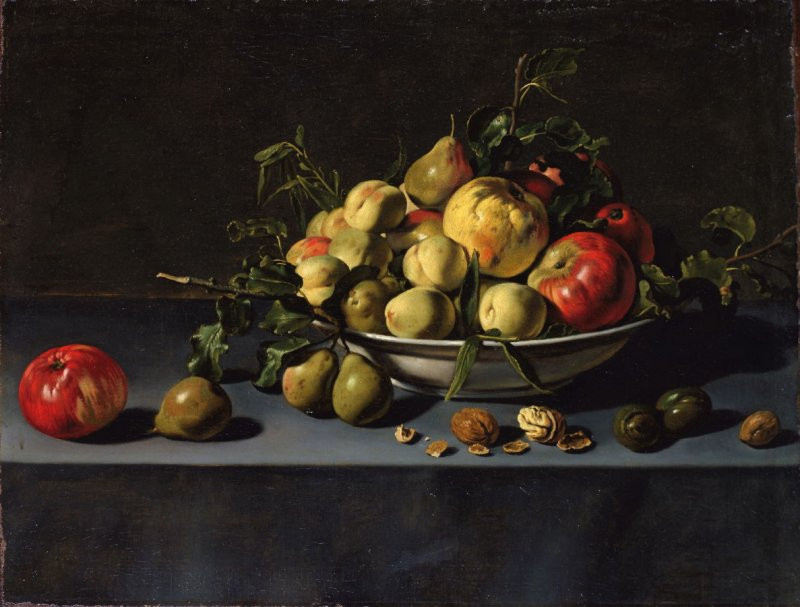
Адріан ван Утрехт. «Фрукти на столі», Музей красних мистецтв Сан-Франциско, США
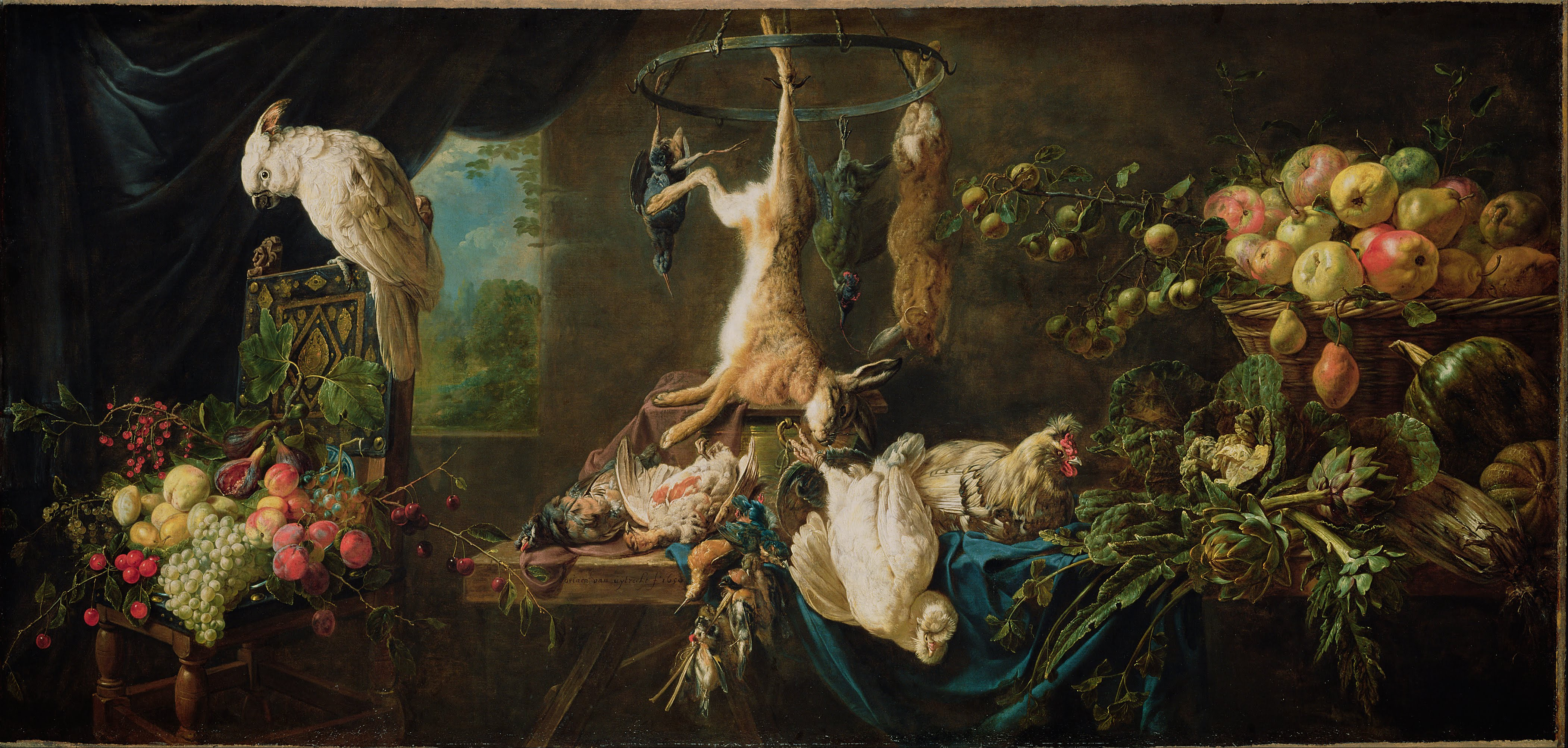
Адріан ван Утрехт.«Натюрморт з дичиною, овочами та білим какаду», 1650 р., Музей Гетті, Каліфорнія
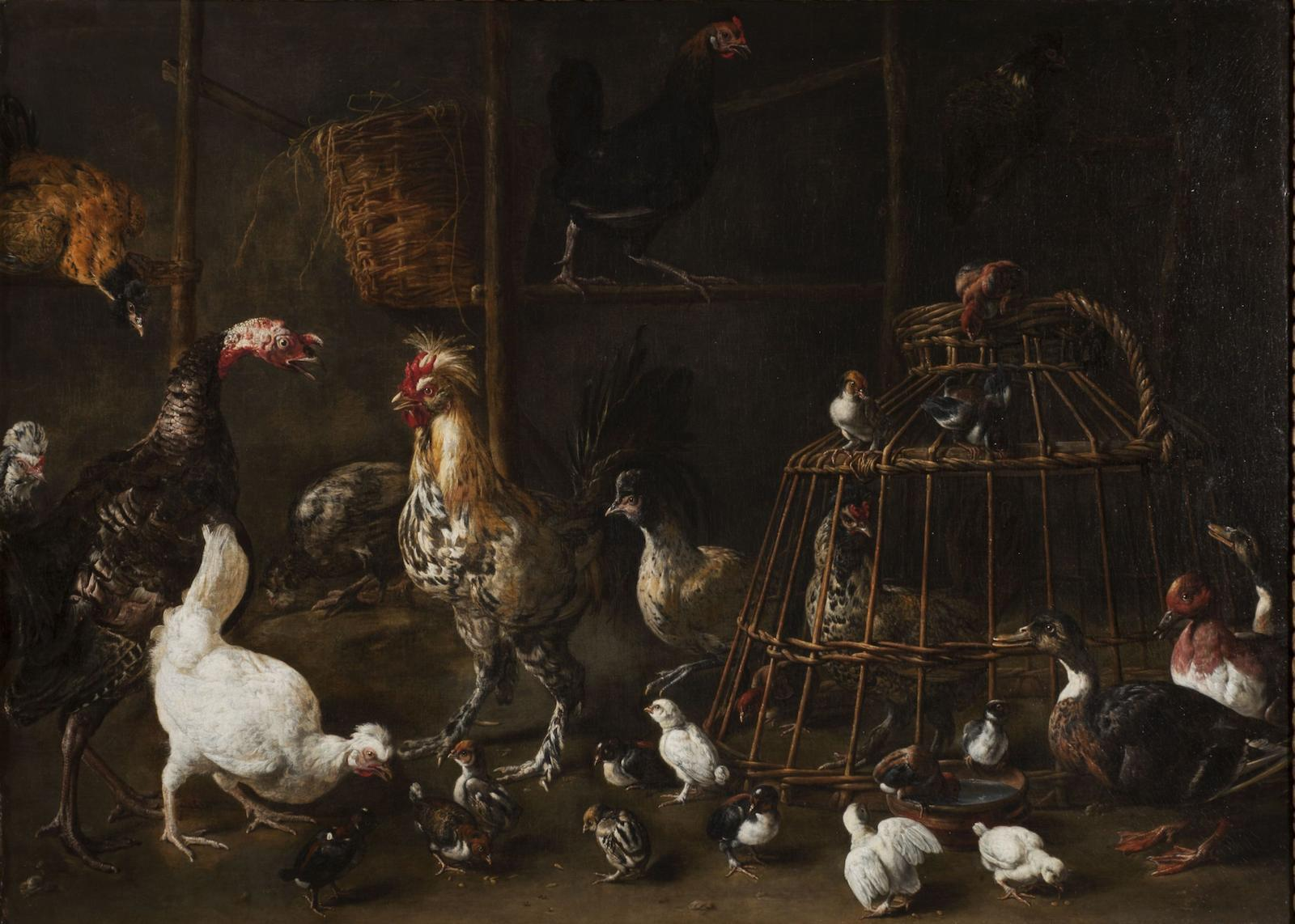
Адріан ван Утрехт. «Птахівник», 1645 р.
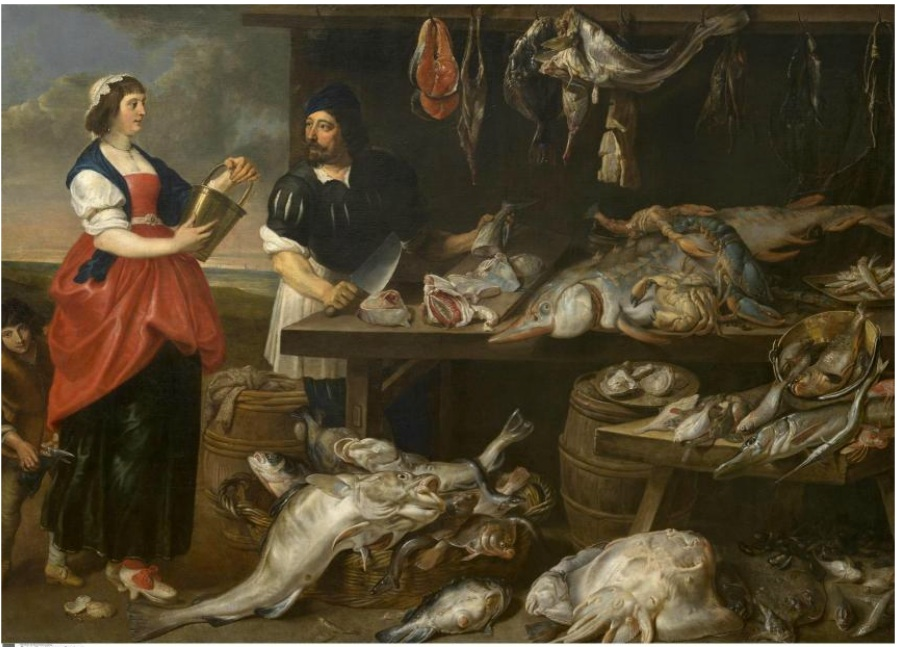
Адріан ван Утрехт. «Рибна крамничка», Музей красних мистецтв, Гент
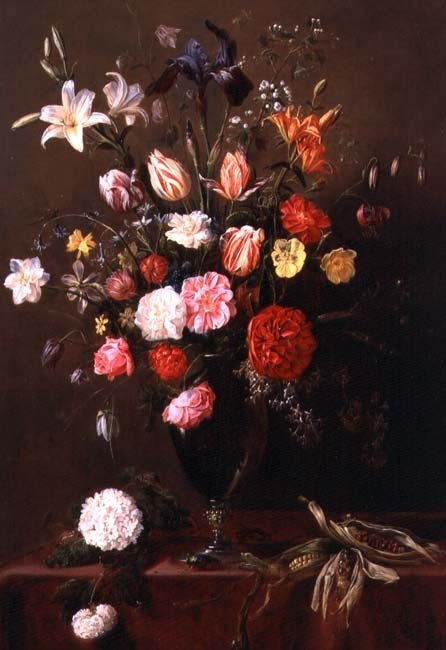
Адріан ван Утрехт. «Кукурудза і скляна ваза с квітами», 1642 р.
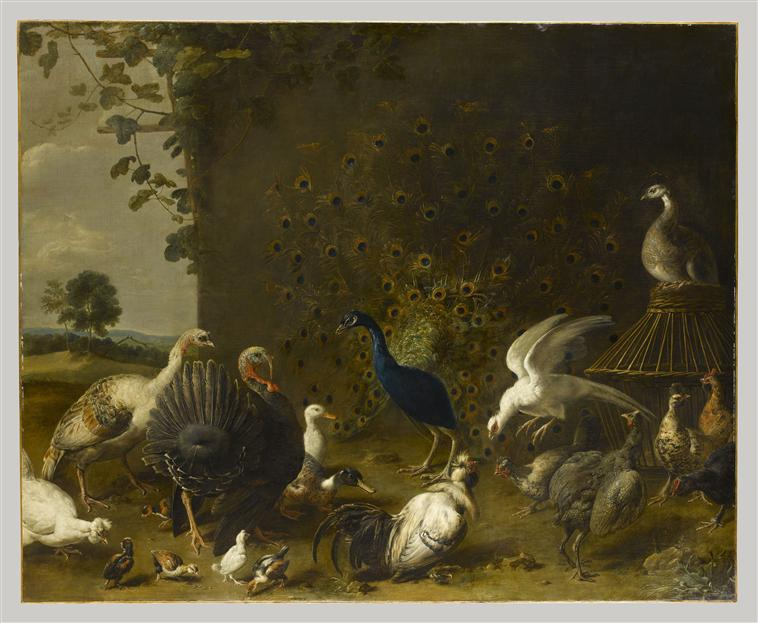
Адріан ван Утрехт. «Пташине подвір'я», до 1650 р., Лувр, Париж